# Sulle piste delle bestie ignote
Sulle piste delle bestie ignote (in francese Sur la piste de bêtes ignorées) è un libro del 1955, maggiore opera di Bernard Heuvelmans e testo di riferimento della criptozoologia.
In questo libro, Heuvelmans descrive le specie animali che secondo le sue teorie, prive di fondamento scientifico, sarebbero ignote alla zoologia, e che risulterebbero descritte da avvistamenti e rilievi aneddotici, o simili.